# Sleeper
Sleeper fou una banda britànica de Britpop dels anys 90 liderada per Louise Wener, que va aconseguir col·locar uns quants temes a les llistes d'èxits del Regne Unit.
El 1996 van gravar una versió de la cançó "Atomic" de Blondie per a la banda sonora de la pel·lícula Trainspotting. La versió va tenir una bona acceptació però es va criticar que s'assemblés massa a l'original. Aquesta va ser en realitat la seva intenció, ja que Blondie es va negar a que la seva versió fos utilitzada.